# أوسكار بياستري
أوسكار بياستري (بالإنجليزية: Oscar Piastri) (من مواليد 6 أبريل 2001) هو سائق سباقات أسترالي يلعب حاليا سائقا لفريق ماكلارين في فورمولا 1، بعد أن كان سابقًا ضمن فريق ألباين اف 1. فاز ببطولة 2019 فورمولا رينو الأوروبية وبطولة فورمولا 3 لعام 2020 و بطولة فورمولا 2 لعام 2021 مع فريق بريما. بياستري هو واحد من 6 سائقين تمكنو من الفوز ببطولة فورمولا 2 في موسمه الابتدائي، وهو أيضا واحد من 5 سائقين تمكنوا من الفوز ببطولة فورمولا 3 وبطولة فورمولا 2 في مواسم متتالية.

## المسيرة الاحترافية

### الكارتينج
ولد بياستري في مدينة ملبورن، أستراليا، لأبوين إيطاليين أستراليين، بدأ بياستري سباقات السيارات التي يتم التحكم فيها عن بعد على المستوى الوطني قبل أن يبدأ مسيرته في الكارتينغ في عام 2011. بعد أن أصبح محترفًا قادر على المنافسة وتقديم أفضل المستويات في البطولات المحلية على مستوى أستراليا،  بدأ بياستري المشاركة في بطولات الكارتينج الأوروبية وغيرها من بطولات الكارتينج مع ريكي فلين موتورسبورت في العام التالي. انتقل إلى المملكة المتحدة لمواصلة مسيرته في السباقات في عام 2016، حيث حل سادسا في ترتيب البطولة التي تم اقامتها في البحرين.  

### فورمولا 4
في أوائل عام 2016، حصل بياستري على أول عقود الرعاية الرسمية في مسيرته، HP Tuners (المملوكة بواسطة والده)، والتي ساعدته على تقديم مستويات أفضل في السباقات. تم عرض هذا عندما كان يرتدي بدلة السباق وسيارته خلال موسم GP3 و F3 و F2. في وقت لاحق من عام 2016، ظهر بياستري لأول مرة بمقعد واحد في جولات مختارة من بطولة الإمارات للفورمولا 4 مع Dragon F4 ، وتمكن من احتلال المركز 6 في البطولة.
اختير بياستري في عام 2017 كواحد من الأعضاء الرئيسية في فريق TRS Arden Junior لبطولة F4 البريطانية. هناك ادعى ستة انتصارات وستة مراكز أولية لينهي المركز الثاني لجيمي كارولين. 

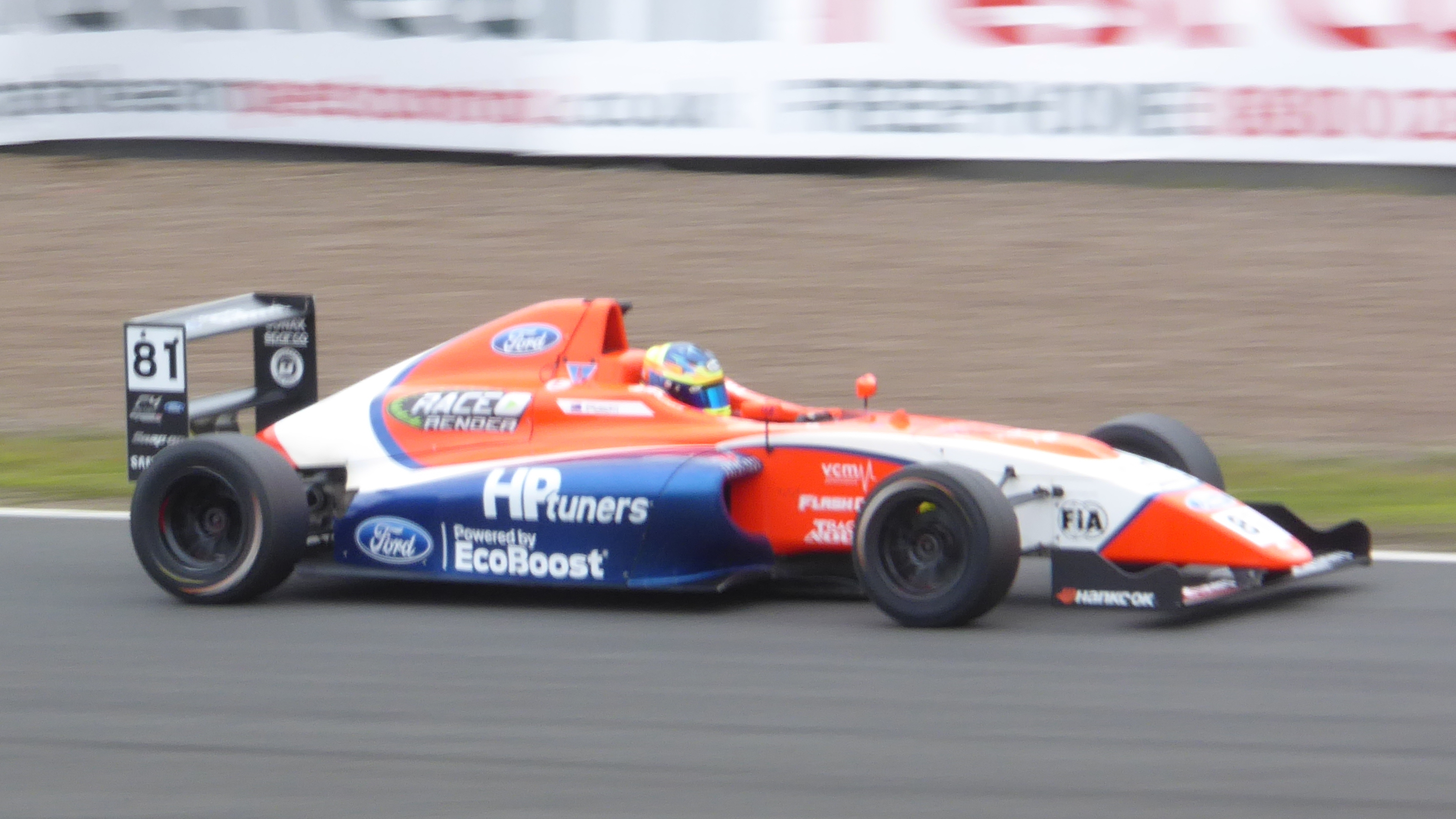
سباق Piastri في سباق F4 البريطاني عام 2017

في ديسمبر 2018، شارك بياستري في اختبار نهاية الموسم في ياس مارينا رفقة ترايدنت.

### كأس فورمولا رينو الأوروبية

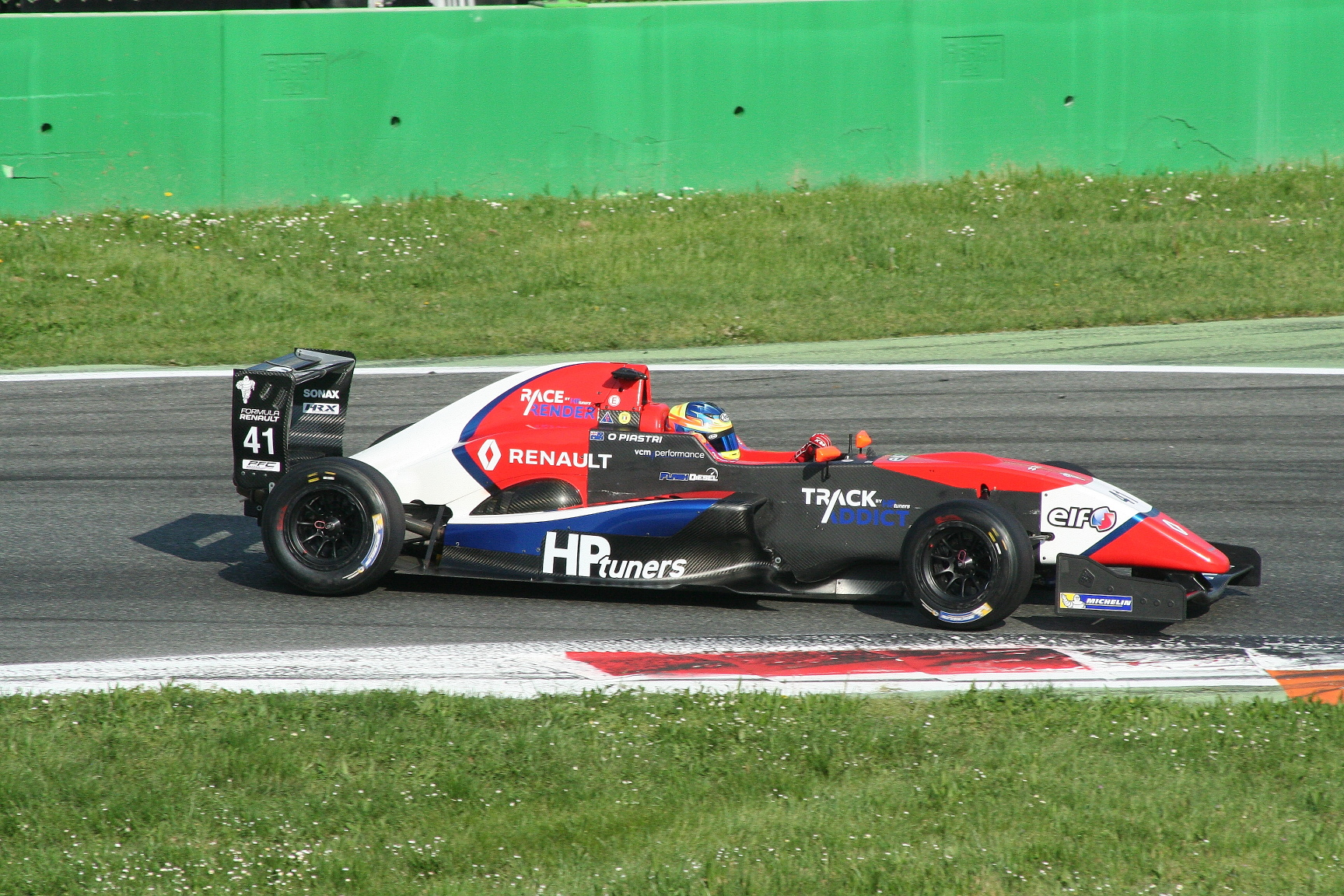
سباستري تسابق في مونزا في بطولة 2018 Formula Renault Eurocup

شارك بياتسري في البطولة للمرة الأولى في عام 2018، حيث اجتمع مع أردن. حصد ثلاثة ألقاب، مع المركز الأول في المركز الثاني في السباق الثاني في هوكنهايم، أنهى الموسم التاسع في البطولة.
في ديسمبر 2018، أُعلن أن بياستري سينتقل للعب مع بطل الفريق R-ace GP لبطولة 2019.حقق فوزه الأول في السلسلة في سيلفرستون  قبل أن يأتي فوزه الثاني في المكان ذاته خلال اليوم اللاحق. أصبح بياتسري أول سائق يتمكن من الفوز بثلاثة سباقات في عام 2019 بعد فوزه في سبا فرانكورشان في يوليو،  وأصبح البطل بعد فوزه والمركز الرابع في الجولة الأخيرة على مرسى ياس.

### بطولة FIA Formula 3
انضم بياتسري إلى اختبار نهاية الموسم في اوكتوبر من عام 2019 مع بطل فريق FIA Formula 3 بريما ريسينغ. في يناير 2020، وقع الفريق الإيطالي على بياستري لخوض الموسم المقبل،  رفقة لوجان سارجينت وفريدريك فيستي.
بدأ بياستري في المركز الثالث على الشبكة في أول سباق له في حلبة ريد بول. اصطدم مع لاعب المركز الأول سيباستيان فرنانديز في الزاوية الأولى لكنه تجنب جميع الأضرار الممكنة وتمكن من الحفاظ على وضعيته الجيدة. جاء بياستري في ثلاثة مناسبات متتالية في المركز الثاني في كل من سباقات المجر وسباق ميزة سيلفرستون الأول، قبل أن يأتي تقاعده الأول لهذا الموسم في سباق العدو التالي في سيلفرستون عندما أجبرته دائرة الاستعلام والأمن على الانسحاب. تولى زميله سارجينت صدارة البطولة من بياستري في سباق ميزة سيلفرستون الثاني بعد أن واجه بياستري مع مشكلة الثقة في التصفيات. بدأ بياستري المركز الخامس في سباق العدو السريع في برشلونة، لكنه تمكن من تجاوز جميع منافسيه وأنهى اللفة الأولى في الصدارة واستمر في ذلك حتى النهاية ليحقق الفوز في السباق مع النهاية. استعاد بياستري صدارة البطولة بعد أن احتل المركز الخامس في سباق سبا فرانكورشان التالي،  لكنه تراجع مرة أخرى بعد أن تمت معاقبته على اثر تخطيه بعض القوانين في سباق العدو، الذي فاز به سارجينت.
عوقب بياتسري في بداية مباريات التصفيات المؤهلة في مونزا بسبب عرقلة جيك هيوز وبدأ السباق المميز في المركز الخامس عشر. تمكن بياتسري من احتلال المركز الثالث مع نهاية السباق، مستفيدًا من تورط سارجينت في تصادم لاستعادة صدارة البطولة. انسحب بياستري من سباق العدو بعد أن صدمه كليمان نوفالاك، لكنه حُكم عليه أيضًا بركلة جزاء من خمسة مراكز للسباق التالي لإجباره ديفيد بيكمان على الخروج عن المسار في وقت سابق. على الرغم من اعتزاله، تمكن بياتسري من الحفاظ على الصدارة نتيجة لاصطدام منافسيه ببعضهم وفشلهم في ازاحته عن المركز الأول.
بدأ بياتسري سباق الجولة النهائية من المركز السادس عشر في حلبة موجيلو ولم يتمكن من تقديم مستوى مرضي لينهي السباق في المركز الحادي عشر. احتل المنافس الأول على اللقب سارجينت المركز السادس، تاركًا كلا السائقين متعادلين برصيد 160 نقطة في السباق النهائي. بدأ سارجينت سباق العدو متقدما على بياتسري ب6 مراكز، لكن تم إقصاؤه على اثر اصطدام حصل في اللفة الأولى. لم يتمكن المنافس الوحيد المتبقي لباستري، ثيو بورشاير، من سد فجوة النقاط لينهي بياتسري السباق في المركز السابع وينجح في تحقيق اللقب، متقدماً بثلاث نقاط على بورتشاير وأربع نقاط على سارجينت. 

### بطولة FIA Formula 2

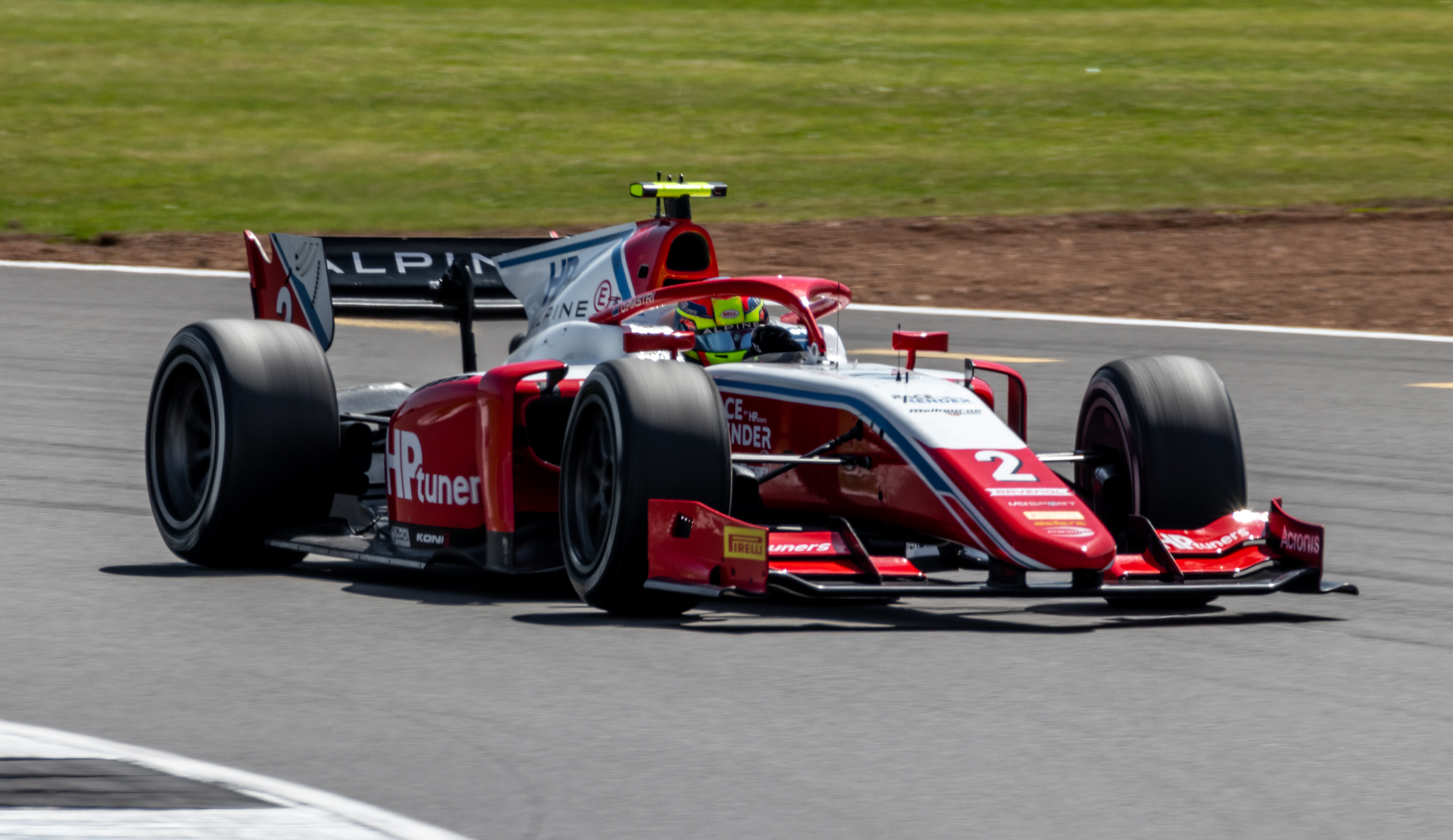
بياستري في جولة سيلفرستون للفورمولا 2 2021

أعلن بياتسري استمراره مع بريما في الفورمولا 2 مطلع شهر ديسمبر من العام 2020، ليحل محل ميك شوماخر المغادر وعضو أكاديمية فيراري للسائقين روبرت شوارتزمان لموسم 2021. حص بياتسري خامسا في أول سباق له. في السباق الثاني، بدأ بياستري من المركز السادس وتمكن من تقديم أداء جيد مكنه من التفوق على جبال الألب تشو جوانيو في اللفة الأخيرة ليحتل الصدارة، محققًا فوزه الأول في سباق الفورمولا 2. بدأ بياستري السباق المميز في الترتيب الثامن لكنه نجح في تخطي العديد من السيارات المنافسن ليتمكن من احتلال الصدارة مع نهاية اللفة 13 من 32. تم إجباره لاحقًا على الانسحاب بعد الاتصال بـ Dan Ticktum والدوران مع بقاء لفتين. حصل بياستري على المركز الثاني على التوالي في دور موناكو ليحتل مرتبة الوصافة في ترتيب البطولة خلف تشو.
تقاعد بياستري من سباق العدو الأول في باكو على اثر اصطدام حصل خلال اللفة الأولى من السباق، لكنه احتل المركز الثاني في السباق المميز. حل في المركز الأول في سيلفرستون وتصدر البطولة بعد أن احتل المركز السادس في سباق العدو الأول. وفي ختام الجولة الرابعة، تمكن بياتسري من تصدر جدول ترتيب البطولة بفارق خمسة نقاط عن منافسه المباشر تشو. في مونزا، حقق بياستري أول فوز مميز له في السلسلة التي تضمنت معركة في اللفة 25 مع تشو، وابتعدت بصدارة البطولة مع انتصار اخر والفوز في سوتشي. أصبح بياستري ثاني سائق في ذلك الموسم بعد يوري فيبس يتمكن من الفوز بسباقين في نفس الأسبوع، حيث احتل المركز الأول في سباق العدو الثاني في جدة وكان في الصدارة في الوقت الذي تم فيه إيقاف السباق المميز. حصد الأسترالي اللقب واستلم الكأس على منصة التتويج في السباق الأول في مرسى ياس، ليصبح ثالث سائق يتمكن من تحقيق اللقب في مشاركته الأولى. أنهى بياتسري موسمه بفوز كبير في السباق المميز، وهو السباق الرابع له على التوالي، مما يعني أن بياستري قد فاز بستة سباقات، أكثر من أي سائق آخر في ذلك الموسم.
انضم بياتسري بعد تتويجه باللقب إلى شركة كبيرة من نيكو روزبرغ ولويس هاميلتون ونيكو هولكنبرج وتشارلز لوكليرك وجورج راسل، بصفتهم السائقين الوحيدين الذين فازوا بلقب GP2 / F2 في أول مشاركة لهم. أصبح أيضًا السائق الخامس فقط بعد هاميلتون وهولكنبرج ولوكليرك ورسل ليفوز بلقب GP3 / F3 ، ثم لقب GP2 / F2 في العام الموالي، وأول سائق ينجح بالفوز بثلاث بطولات متتالية من سلسلة فورمولا 1، مع 2019 لقب Formula Renault Eurocup وهو السباق الذي يجذب الكثير من الأموال بالنسبة لشركات المراهنات

### الفورمولا واحد
انضم بياستري في شهر يناير من عام 2020 إلى أكاديمية رينو الرياضية.  بعد حصوله على بطولة FIA Formula 3 في عام 2020، حصل بياتسري على مكافأة سخية من قبل فريق Renault F1 على اقر اداءه ومجهوده الرائعين في البطولة من خلال اختبار السائقين الشباب في البحرين في 31 أكتوبر 2020 إلى جانب سائقي Renault Sport Academy وهما كريستيان لوندجارد وجانيو تشو. في موسم 2021، أصبح بياتسري ضلعا أساسيا في أكاديمية ألبين التي أعيدت تسميتها إلى جانب تشو ولوندجارد وفيكتور مارتينز وكايو كوليت. بياستري كان السائق البديل لفريق Alpine F1 في بطولة 2022 Formula One. خلال الموسم، كان يختبر سيارات الفورمولا 1 في مسارات مختلفة في مختلف دول وقارات العالم. 
في أغسطس 2022، أعلن فريق Alpine F1 عن بياستري ليكون واحدا من السائقين في تشكيلة الفريق للعام 2023، ليحل محل فرناندو ألونسو الذي انتقل إلى فريق أستون مارتن لموسم 2023 على اثر عقد طويل الأمد قام بتوقيعه للفريق. بعد ساعة، استنكر بياستري، عبر خيط على تويتر، إعلان شركة Alpine ، مشيرًا إلى أنه لم يوقع عقدًا مع الفريق وأنه لن يقود سيارته في عام 2023.

## سجل الكارتينغ

### ملخص الكارتينج الوظيفي
| الموسم | سلسلة                                                        | فريق                      | موقع       |
| ------ | ------------------------------------------------------------ | ------------------------- | ---------- |
| 2014   | بطولة استراليا الوطنية لسبرنت كارت - جونيور كلوبمان          |                           | الثاني     |
| 2014   | بطولة أستراليا الوطنية لسباقات الكارت - جونيور ناشيونال لايت |                           | الثامن     |
| 2014   | النهائي الدولي IAME - X30 Junior                             |                           | الثالث     |
| 2015   | بطولة الكارت الأسترالية - KF3                                |                           | الثالث     |
| 2015   | سلسلة WSK Super Master - KFJ                                 | ASBL كارتينج كلوب كوندروز | 80         |
| 2015   | بطولة CIK-FIA الأوروبية - KFJ                                | Cancelli ، فرانك          | 26         |
| 2016   | كأس أبطال WSK - OKJ                                          | ريكي فلين موتورسبورت      | 29         |
| 2016   | كأس الشتاء في جنوب جاردا - OKJ                               | ريكي فلين موتورسبورت      | العاشر     |
| 2016   | سلسلة WSK Super Master - OKJ                                 | ريكي فلين موتورسبورت      | الثاني عشر |
| 2016   | بطولة الكارتينج الألمانية - الناشئين                         | ريكي فلين موتورسبورت      | 77         |
| 2016   | بطولة CIK-FIA الأوروبية - OKJ                                | ريكي فلين موتورسبورت      | السادس عشر |
| 2016   | نهائي كأس WSK - OKJ                                          | ريكي فلين موتورسبورت      | الثامن     |
| 2016   | بطولة العالم CIK-FIA - OKJ                                   | ريكي فلين موتورسبورت      | السادس     |

## سجل السباق

### ملخص مهنة السباق
| الموسم  | سلسلة                      | فريق                        | سباقات       | يفوز         | أعمدة        | و / لفات     | المنصة       | نقاط         | موقع         |
| ------- | -------------------------- | --------------------------- | ------------ | ------------ | ------------ | ------------ | ------------ | ------------ | ------------ |
| 2016-17 | بطولة الإمارات للفورمولا 4 | التنين F4                   | 11           | 0            | 0            | 0            | 2            | 94           | السادس       |
| 2017    | بطولة F4 البريطانية        | فريق TRS Arden Junior       | 30           | 6            | 6            | 5            | 13           | 376.5        | الثاني       |
| 2017    | فورمولا رينو NEC           | أردن موتورسبورت             | 2            | 0            | 0            | 0            | 0            | 26           | 21           |
| 2018    | فورمولا رينو Eurocup       | أردن موتورسبورت             | 20           | 0            | 0            | 0            | 3            | 110          | الثامن       |
| 2018    | فورمولا رينو NEC           | أردن موتورسبورت             | 8            | 0            | 0            | 0            | 0            | 0            | NC †         |
| 2019    | فورمولا رينو Eurocup       | R-ace GP                    | 19           | 7            | 5            | 6            | 11           | 320          | الأول        |
| 2020    | بطولة FIA Formula 3        | بريما ريسينغ                | 18           | 2            | 0            | 4            | 6            | 164          | الأول        |
| 2021    | بطولة FIA Formula 2        | بريما ريسينغ                | 23           | 6            | 5            | 6            | 11           | 252.5        | الأول        |
| 2022    | الفورمولا واحد             | فريق BWT Alpine Formula One | سائق احتياطي | سائق احتياطي | سائق احتياطي | سائق احتياطي | سائق احتياطي | سائق احتياطي | سائق احتياطي |

لم يحصل بياستري على أي نقاط بسبب مشاركته كسائق ضيف.

### النتائج الكاملة لبطولة الإمارات للفورمولا 4
(مفتاح) (تشير السباقات بالخط العريض إلى نقطة الانطلاق؛ بينما تشير السباقات المكتوبة بخط مائل إلى اللفة التي حققت أعلى معدل سرعة)
| سنة     | فريق      | 1                               | 2                               | 3                               | 4              | 5              | 6              | 7              | 8                                 | 9                                 | 10                                | 11             | 12             | 13           | 14             | 15           | 16           | 17           | 18           | العاصمة | نقاط |
| ------- | --------- | ------------------------------- | ------------------------------- | ------------------------------- | -------------- | -------------- | -------------- | -------------- | --------------------------------- | --------------------------------- | --------------------------------- | -------------- | -------------- | ------------ | -------------- | ------------ | ------------ | ------------ | ------------ | ------- | ---- |
| 2016-17 | التنين F4 | دوب 1<br id="mwAc0"><br></br> 1 | دوب 1<br id="mwAdA"><br></br> 2 | دوب 1<br id="mwAdM"><br></br> 3 | YMC1 </br> 1 6 | YMC1 </br> 2 5 | YMC1 </br> 3 4 | YMC1 </br> 4 5 | دوب 2<br id="mwAeo"><br></br> 1 4 | دوب 2<br id="mwAe8"><br></br> 2 4 | دوب 2<br id="mwAfQ"><br></br> 3 6 | YMC2 </br> 1 3 | YMC2 </br> 2 6 | YMC2 </br> 3 | YMC2 </br> 4 6 | YMC3 </br> 1 | YMC3 </br> 2 | YMC3 </br> 3 | YMC3 </br> 4 | السادس  | 94   |

### النتائج الكاملة لبطولة F4 البريطانية
(مفتاح) (تشير السباقات بالخط العريض إلى مكان القطب) (تشير السباقات بخط مائل إلى اللفة التي حققت أكبر معدل سرعة)
| سنة  | فريق                  | 1             | 2             | 3             | 4              | 5              | 6              | 7                               | 8                               | 9                               | 10                              | 11                              | 12                              | 13                              | 14                              | 15                              | 16                            | 17                              | 18                              | 19                            | 20                              | 21                              | 22                              | 23                                          | 24                                         | 25                                          | 26            | 27            | 28            | 29             | 30             | 31             | نقاط البيع | نقاط  |
| ---- | --------------------- | ------------- | ------------- | ------------- | -------------- | -------------- | -------------- | ------------------------------- | ------------------------------- | ------------------------------- | ------------------------------- | ------------------------------- | ------------------------------- | ------------------------------- | ------------------------------- | ------------------------------- | ----------------------------- | ------------------------------- | ------------------------------- | ----------------------------- | ------------------------------- | ------------------------------- | ------------------------------- | ------------------------------------------- | ------------------------------------------ | ------------------------------------------- | ------------- | ------------- | ------------- | -------------- | -------------- | -------------- | ---------- | ----- |
| 2017 | فريق TRS Arden Junior | BRI </br> 1 3 | BRI </br> 2 6 | BRI </br> 3 2 | اِتَّشَح </br> 1 5 | اِتَّشَح </br> 2 5 | اِتَّشَح </br> 3 2 | THR<br id="mwAms"><br></br> 1 7 | THR<br id="mwAnA"><br></br> 2 3 | THR<br id="mwAnU"><br></br> 3 6 | OUL<br id="mwAno"><br></br> 1 6 | OUL<br id="mwAn8"><br></br> 2 1 | OUL<br id="mwAoQ"><br></br> 3 C | CRO<br id="mwAok"><br></br> 1 2 | CRO<br id="mwAo4"><br></br> 2 2 | CRO<br id="mwApM"><br></br> 3 3 | SNE<br id="mwApo"><br></br> 1 | SNE<br id="mwAp8"><br></br> 2 7 | SNE<br id="mwAqU"><br></br> 3 1 | KNO<br id="mwAqs"><br></br> 1 | KNO<br id="mwArA"><br></br> 2 6 | KNO<br id="mwArU"><br></br> 3 8 | KNO<br id="mwArw"><br></br> 4 1 | جمهورية الصين<br id="mwAsE"><br></br> 1 Ret | جمهورية الصين<br id="mwAsc"><br></br> 2 10 | جمهورية الصين<br id="mwAsw"><br></br> 3 Ret | سيل </br> 1 3 | سيل </br> 2 3 | سيل </br> 3 1 | BHGP </br> 1 4 | BHGP </br> 2 5 | BHGP </br> 3 5 | الثاني     | 376.5 |

### النتائج الكاملة لكأس أوروبا الشمالية فورمولا رينو
(مفتاح) (تشير السباقات بالخط العريض إلى مكان القطب) (تشير السباقات بخط مائل إلى اللفة التي حققت أكبر معدل سرعة)
| سنة  | فريق         | 1                             | 2                             | 3             | 4             | 5                   | 6                   | 7                 | 8                 | 9                 | 10                      | 11                      | 12                    | العاصمة | نقاط |
| ---- | ------------ | ----------------------------- | ----------------------------- | ------------- | ------------- | ------------------- | ------------------- | ----------------- | ----------------- | ----------------- | ----------------------- | ----------------------- | --------------------- | ------- | ---- |
| 2017 | أردن الدولية | MNZ </br> 1                   | MNZ </br> 2                   | مؤخرة </br> 1 | مؤخرة </br> 2 | NÜR </br> 1         | NÜR </br> 2         | منتجع صحي </br> 1 | منتجع صحي </br> 2 | منتجع صحي </br> 3 | ذو ترتيب أعلى </br> 1 8 | ذو ترتيب أعلى </br> 2 8 |                       | 21      | 26   |
| 2018 | أردن الدولية | PAU<br id="mwAz4"><br></br> 1 | PAU<br id="mwA0E"><br></br> 2 | MNZ </br> 1   | MNZ </br> 2   | منتجع صحي </br> 1 3 | منتجع صحي </br> 2 9 | هون </br> 1 7     | هون </br> 2 4     | NÜR </br> 1 15    | NÜR </br> 2 7           | ذو ترتيب أعلى </br> 1 3 | ذو ترتيب أعلى </br> 2 | NC †    | 0    |

لم يحصل بياستري على أي نقاط بسبب مشاركته كسائق ضيف.

### نتائج بطولة فورمولا رينو الأوروبية الكاملة
(مفتاح) (تشير السباقات بالخط العريض إلى مكان القطب) (تشير السباقات بخط مائل إلى اللفة التي حققت أكبر معدل سرعة)
| سنة  | فريق     | 1              | 2             | 3              | 4               | 5              | 6             | 7              | 8              | 9                 | 10                  | 11                  | 12                  | 13              | 14            | 15             | 16            | 17                      | 18                    | 19             | 20             | نقاط البيع | نقاط |
| ---- | -------- | -------------- | ------------- | -------------- | --------------- | -------------- | ------------- | -------------- | -------------- | ----------------- | ------------------- | ------------------- | ------------------- | --------------- | ------------- | -------------- | ------------- | ----------------------- | --------------------- | -------------- | -------------- | ---------- | ---- |
| 2018 | أردن     | LEC </br> 1 6  | LEC </br> 2 5 | MNZ </br> 1 12 | MNZ </br> 2 Ret | سيل </br> 1 11 | سيل </br> 2 4 | MON </br> 1 13 | MON </br> 2 12 | RBR </br> 1 6     | RBR </br> 2 9       | منتجع صحي </br> 1 3 | منتجع صحي </br> 2 9 | هون </br> 1 7   | هون </br> 2 4 | NÜR </br> 1 15 | NÜR </br> 2 7 | ذو ترتيب أعلى </br> 1 3 | ذو ترتيب أعلى </br> 2 | قطة </br> 1 16 | قطة </br> 2 11 | الثامن     | 110  |
| 2019 | R-ace GP | MNZ </br> 1 18 | MNZ </br> 2 4 | سيل </br> 1    | سيل </br> 2 1   | MON </br> 1 4  | MON </br> 2 5 | LEC </br> 1 2  | LEC </br> 2 6  | منتجع صحي </br> 1 | منتجع صحي </br> 2 4 | NÜR </br> 1         | NÜR </br> 2 1       | هون </br> 1 DNS | هون </br> 2 1 | قطة </br> 1 5  | قطة </br> 2 3 | ذو ترتيب أعلى </br> 1 2 | ذو ترتيب أعلى </br> 2 | YMC </br> 1    | YMC </br> 2 4  | الأول      | 320  |

### نتائج بطولة FIA Formula 3 كاملة
(مفتاح) (تشير السباقات بالخط العريض إلى مكان الانطلاق؛ بينما تشير السباقات بخط مائل إلى أسرع لفة لكل مركز من المراكز المتواجدة في قائمة ال10 الأوائل)
| سنة  | مشترك        | 1                                 | 2                                 | 3                                  | 4                                 | 5                                 | 6                                 | 7                                 | 8                                   | 9                                 | 10                                | 11                                | 12                                | 13                                      | 14                                      | 15                                | 16                                  | 17                                 | 18                                | العاصمة | نقاط |
| ---- | ------------ | --------------------------------- | --------------------------------- | ---------------------------------- | --------------------------------- | --------------------------------- | --------------------------------- | --------------------------------- | ----------------------------------- | --------------------------------- | --------------------------------- | --------------------------------- | --------------------------------- | --------------------------------------- | --------------------------------------- | --------------------------------- | ----------------------------------- | ---------------------------------- | --------------------------------- | ------- | ---- |
| 2020 | بريما ريسينغ | RBR<br id="mwBJo"><br></br> FEA 1 | RBR<br id="mwBKA"><br></br> SPR 8 | RBR<br id="mwBKU"><br></br> FEA 4‡ | RBR<br id="mwBKs"><br></br> SPR 5 | هون<br id="mwBLA"><br></br> FEA 2 | هون<br id="mwBLY"><br></br> SPR 2 | سيل<br id="mwBLs"><br></br> FEA 2 | سيل<br id="mwBMA"><br></br> SPR Ret | سيل<br id="mwBMU"><br></br> FEA 7 | سيل<br id="mwBMo"><br></br> SPR 6 | قطة<br id="mwBM8"><br></br> FEA 6 | قطة<br id="mwBNU"><br></br> SPR 1 | منتجع صحي<br id="mwBNo"><br></br> FEA 5 | منتجع صحي<br id="mwBN8"><br></br> SPR 6 | MNZ<br id="mwBOQ"><br></br> FEA 3 | MNZ<br id="mwBOk"><br></br> SPR Ret | قدح<br id="mwBO4"><br></br> FEA 11 | قدح<br id="mwBPM"><br></br> SPR 7 | الأول   | 164  |

تم تقييم نصف النقاط على ثلاثة أرباع السباق

### نتائج بطولة FIA Formula 2 كاملة
(مفتاح) (تشير السباقات بالخط العريض إلى مكان الانطلاق؛ بينما تشير السباقات بخط مائل إلى أسرع لفة لكل مركز من المراكز المتواجدة في قائمة ال10 الأوائل)
| سنة  | مشترك        | 1                                 | 2                                 | 3                                   | 4                                 | 5                                 | 6                                 | 7                                   | 8                                 | 9                                 | 10                                | 11                                | 12                                | 13                                | 14                                | 15                                | 16                                            | 17                                            | 18                                            | 19                                | 20                                | 21                                 | 22                                      | 23                                  | 24                                | العاصمة | نقاط  |
| ---- | ------------ | --------------------------------- | --------------------------------- | ----------------------------------- | --------------------------------- | --------------------------------- | --------------------------------- | ----------------------------------- | --------------------------------- | --------------------------------- | --------------------------------- | --------------------------------- | --------------------------------- | --------------------------------- | --------------------------------- | --------------------------------- | --------------------------------------------- | --------------------------------------------- | --------------------------------------------- | --------------------------------- | --------------------------------- | ---------------------------------- | --------------------------------------- | ----------------------------------- | --------------------------------- | ------- | ----- |
| 2021 | بريما ريسينغ | BHR<br id="mwBSU"><br></br> SP1 5 | BHR<br id="mwBSo"><br></br> SP2 1 | BHR<br id="mwBS8"><br></br> FEA 19† | MON<br id="mwBTQ"><br></br> SP1 8 | MON<br id="mwBTk"><br></br> SP2 2 | MON<br id="mwBT4"><br></br> FEA 2 | باك<br id="mwBUM"><br></br> SP1 Ret | باك<br id="mwBUk"><br></br> SP2 8 | باك<br id="mwBU4"><br></br> FEA 2 | سيل<br id="mwBVQ"><br></br> SP1 6 | سيل<br id="mwBVo"><br></br> SP2 4 | سيل<br id="mwBWA"><br></br> FEA 3 | MNZ<br id="mwBWU"><br></br> SP1 4 | MNZ<br id="mwBWs"><br></br> SP2 7 | MNZ<br id="mwBXE"><br></br> FEA 1 | شركة نفط الجنوب<br id="mwBXY"><br></br> SP1 9 | شركة نفط الجنوب<br id="mwBXs"><br></br> SP2 C | شركة نفط الجنوب<br id="mwBYE"><br></br> FEA 1 | JED<br id="mwBYY"><br></br> SP1 8 | JED<br id="mwBYw"><br></br> SP2 1 | JED<br id="mwBZM"><br></br> FEA 1‡ | YMC<br id="mwBZg"><br></br> SP1 </br> 3 | YMC<br id="mwBZ8"><br></br> SP2 Ret | YMC<br id="mwBaU"><br></br> FEA 1 | الأول   | 252.5 |

تم اعتبار ان السائق أنهى السباق بسبب تغطيته 90% من المسافة المحددة.تم تقييم نصف النقاط على ثلاثة أرباع السباق.